# لا موت سان مارتن (إزار)
لا موت سان مارتن هي بلدية في إزار في جنوب شرق فرنسا.